# Ololygon kautskyi
Espèce
Synonymes
- Scinax kautskyi (Carvalho e Silva & Peixoto, 1991)

Statut de conservation UICN

 DD  : Données insuffisantes
Ololygon kautskyi est une espèce d'amphibiens de la famille des Hylidae.

## Répartition
Cette espèce est endémique de l'État d'Espírito Santo au Brésil. Elle se rencontre vers 650 m d'altitude à Domingos Martins,.

## Étymologie
Elle est nommée en l'honneur du botaniste Roberto Anselmo Kautsky (1924-2010).

## Publication originale
- Carvalho e Silva & Peixoto, 1991 : Duas novas espécies de Ololygon para os Estados do Rio de Janeiro e Espírito Santo (Amphibia, Anura, Hylidae). Revista Brasileira de Biologia, vol. 51, no 1, p. 263-270.